# Bytom
Bytom (v češtině slovo ženského rodu, v polštině mužského; slezsky Bytōm nebo Bytōń, německy Beuthen) je město a městský okres v jižním Polsku ve Slezském vojvodství, součást dvoumilionové katovické konurbace. Žije zde přibližně 153 tisíc obyvatel.
Patří k nejstarším městům Horního Slezska, osada zde existovala již v 11. století. Městská práva získala v roce 1254 a od roku 1281 byla sídlem Bytomského knížectví. Původně součást zemí Koruny české, po slezských válkách v roce 1742 připadla Prusku. Součástí německého státu zůstala i po rozdělení Horního Slezska v roce 1922 a byla přičleněna k Polsku až po druhé světové válce. V průběhu 19. století vyrostly v okolních obcích, které jsou dnes městskými částmi, početné doly, hutě a další průmyslové podniky, zatímco samotná Bytom se stala vedle Hlivic a později také Katovic správním a kulturním centrem celé hornoslezské uhelné pánve.
Po roce 1989, kdy došlo k útlumu těžkého průmyslu, se potýká se závažnými strukturálními problémy: vysokou nezaměstnaností, výskytem sociálně vyloučených čtvrtí a razantním úbytkem obyvatel. V důsledku poddolování je stav mnohých budov dezolátní a probíhají rozsáhlé demolice. Tyto faktory přispěly k vytvoření negativní pověsti, která je s městem v posledních dekádách silně spjata.
Z geomorfologického hlediska se nachází ve Slezské vysočině a leží přímo na rozvodí Odry a Visly. Jižně od centra protéká řeka Bytomka, severní částí města pak Szarlejka. Krajina je silně ovlivněna hornickou minulostí. Bytom sousedí na severu s Tarnovskými Horami a Radzionkowem, který býval její městskou částí od roku 1975 do 1998, na východě s městem Piekary Śląskie a na jihu s Chořovem, Świętochłowicemi a Zabrzem.

## Dějiny
První osídlení na území Bytomi vzniklo v 11. století na Kopci svaté Markéty (Wzgórze Świętej Małgorzaty) jižně od dnešního centra. Spadalo pravděpodobně do kmenového území Vislanů a původně patřilo malopolskému Krakovsku. V roce 1177 byla bytomská kastelánie postoupena Kazimírem II. Spravedlivým ve prospěch Měška I. Křivonohého, který ji začlenil do Ratibořského knížectví. Od té doby se počítá ke Slezsku, byť až do roku 1821 patřila tato oblast ke krakovské diecézi.

Bytomské stavovské panství v 18. století

Roku 1202 došlo ke spojení Ratibořska a Opolska a jeho dalším dělením vzniklo v roce 1281 samostatné Bytomské knížectví. Kazimír Bytomsko-Kozelský byl prvním slezským panovníkem, který složil lenní slib českému králi Václavovi II., stalo se to 9. ledna 1289. Od roku 1348 bylo toto území součástí Koruny království českého. S různě se měnícími hranicemi existovalo piastovské Bytomské knížectví do znovuspojení s Opolskem v roce 1498. V novověku existovalo Bytomské stavovské panství (Standesherrschaft Beuthen) jako država Hohenzollernů a Henckelů z Donnersmarku.
Lokace vlastního města podle magdeburského práva spojená s příchodem německých kolonistů proběhla v roce 1254. K jeho rozvoji přispívala výhodná poloha na obchodní stezce z Krakova do Vratislavi. V předindustriálním období patřilo mezi nejvýznamnější sídla ve východní části Horního Slezska. První zmínka o těžbě stříbra v této oblasti pochází z roku 1136, dobývalo se též olovo či zinek (srovnej sousední Tarnovské Hory).
V důsledku rozdělení Slezska po první slezské válce v roce 1742 připadla Bytom Prusku. Vznikl okres Bytom (Landkreis Beuthen), který od správní reformy roku 1815 byl součástí vládního obvodu Opolí v rámci provincie Slezsko. Od roku 1871 ve sjednoceném Německu.

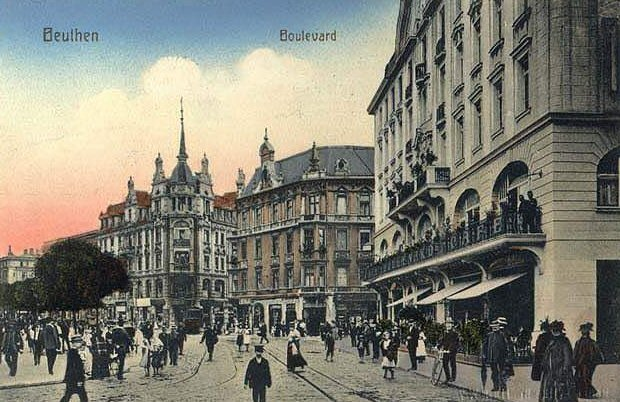
Boulevard (nyní Plac Kościuszki) kolem roku 1914

Od druhé poloviny 18. století začaly v blízkém okolí, v dnešních městských částech, vyrůstat černouhelné doly, železárny a další průmyslové podniky navázané na těžbu uhlí. Do „černého zlata“ hodně investovali Henckelové z Donnersmarku, kteří se tak z feudálních pánů stali největšími průmyslovými magnáty Horního Slezska. Samotná Bytom, omezená jen na středověké jádro a historická předměstí, měla méně průmyslový ráz, ale etablovala se jako jedno z administrativních, školských a kulturních center rozvíjející se hornoslezské konurbace (vedle Hlivic a později také Katovic). Od roku 1890 tvořila samostatný městský okres.
V roce 1910 zde žilo 67 718 obyvatel, z toho 60,7 % německojazyčných, 33 % polsky nebo „vasrpolsky“ mluvících, 5,2 % dvojjazyčných a 1,1 % s jiným mateřským jazykem. Převažovali katolíci: 85,4 %.

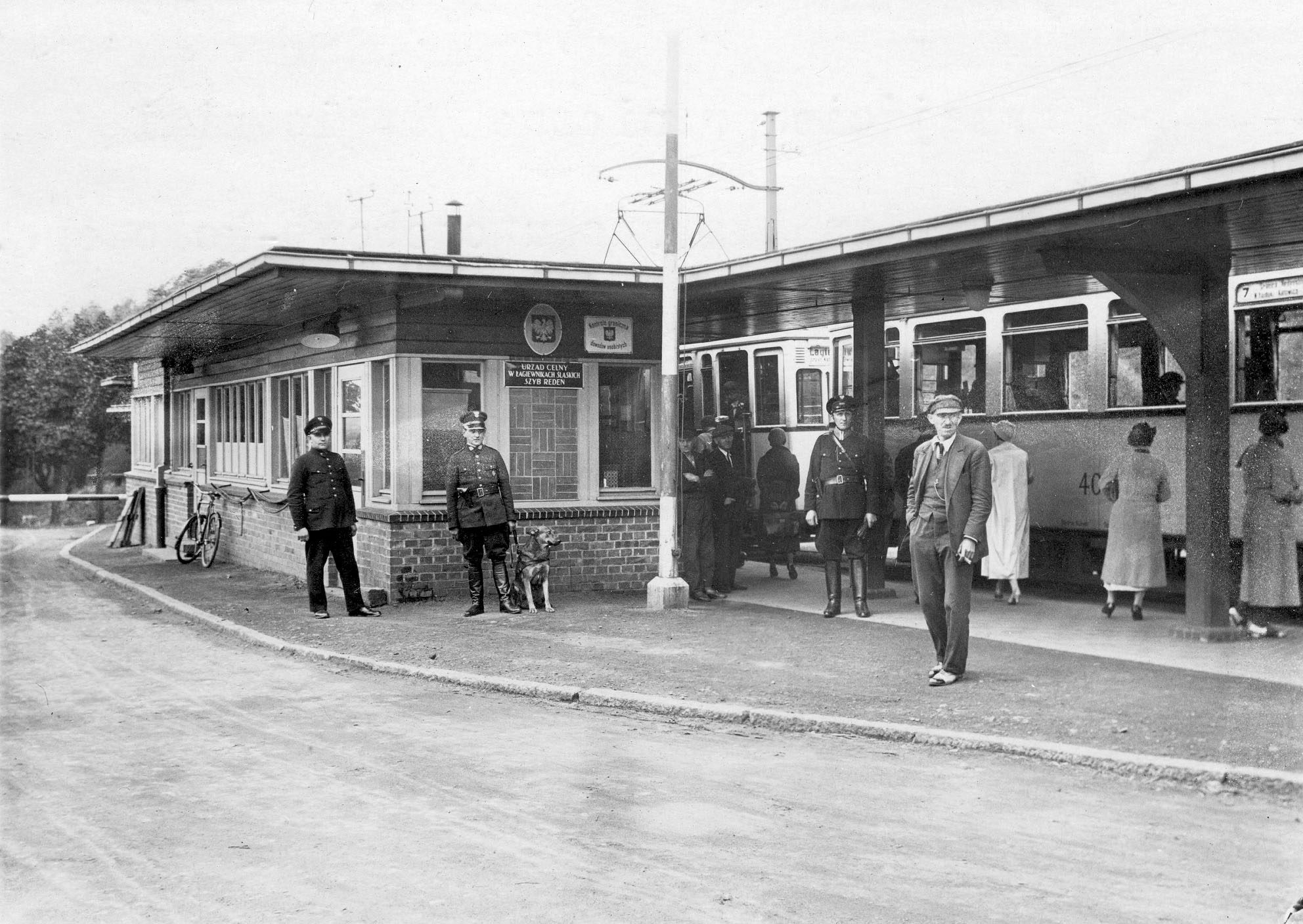
Hraniční přechod mezi Polskem a Německem v Łagiewnikách (1932)

V hornoslezském plebiscitu po první světové válce se 74,5 % hlasujících vyslovilo pro setrvání v Německu. V říjnu 1921 (s platnosti od roku 1922) rozhodla Konference velvyslanců o rozdělení o sporného území takovým způsobem, že se Bytom stala pohraničním městem ze tří stran obklopeným polským územím. Byla důležitým střediskem polské národnostní menšiny v meziválečném Německu, v období nacismu zde existovalo jednou ze dvou gymnázií s polským jazykem vyučovacím v celé zemi. K autonomnímu Slezskému vojvodství v Polsku patřily dnešní čtvrti Łagiewniki a Sucha Góra. Rovněž odpadl Schwarzwald (Černý Les) – bytomská exkláva, na jejímž území existovala dělnická kolonie Friedenshütte, která se pak vyvinula do města Nová Bytom a dnes je to městská část Slezské Rudy. Roku 1927 byl připojen Rozbark a o šest let později přesáhl počet obyvatel sto tisíc. Uvažovalo se o vytvoření Trojměstí Hlivice-Zabrze-Bytom (Dreistädteeinheit Gleiwitz-Hindenburg-Beuthen). V roce 1936 byla dokončena Říšská dálnice č. 29 (Reichsautobahn 29) z Vratislavi do Bytomi.

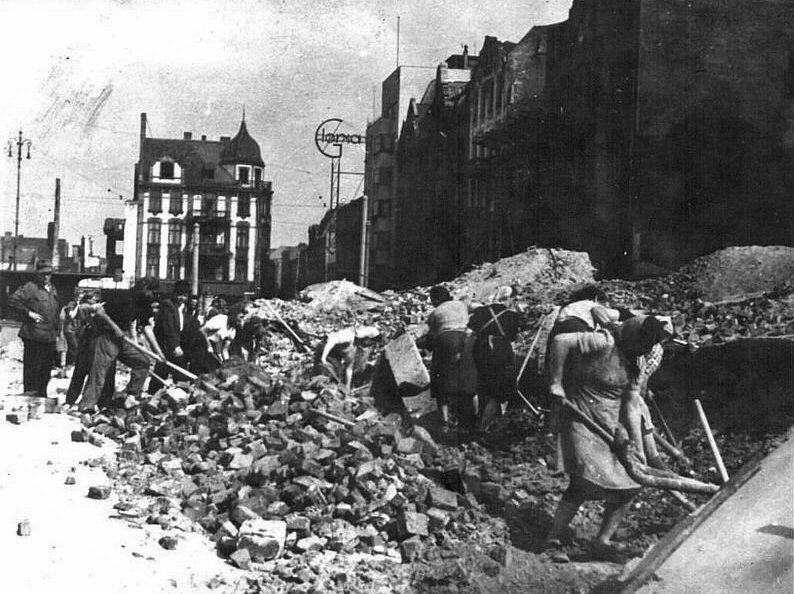
Zničené hlavní náměstí (1945)

Rudá armáda obsadila Bytom 27. ledna 1945. Město neutrpělo válečné škody, ale po příchodu Sovětů bylo zplundrováno. Vyhořela mj. radnice a celá západní část hlavního náměstí. Sovětští vojáci zavraždili v dnešních čtvrtích Miechowice a Stolarzowice nejméně 380 civilistů (miechowický masakr). Byly zřízeny pracovní tábory pro Němce a Slezany („volksdeutsche“), největší z nich existoval u dolu Centrum – ještě v dubnu 1946 v něm bylo uvězněno 1 340 mužů. Mnoho Bytomanů bylo odvlečeno na nucené práce do SSSR, například 28. března 1945 Sověti zadrželi a odvezli celou osádku dolu Bobrek.
Na základě Jaltské a Postupimské dohody byla Bytom po druhé světové válce přiznána Polsku. Ve městě se usadilo mnoho polských přesídlenců ze Lvova a východní Haliče, na tamní tradice navázal mj. fotbalový klub Polonia Bytom. Němci a Slezané (Šlonzáci) mohli ve městě zůstat, pokud prošli tzv. národnostní verifikací a složili příslib věrnosti polskému národu a státu. Nicméně v důsledku emigrace a asimilace jejich počet v poválečných dekádách systematicky klesal. V roce 2002 uvedlo 83,65 % obyvatel polskou národnost, 2 360 osob aneb 1,21 % se přihlásilo k němectví, 7 114 osob aneb 3,67 % ke slezanství a 11,17 % svou národnost neuvedlo. V roce 2011 se ke slezské národnosti přihlásilo 17,6 % obyvatel (31 109 osob).
V roce 1951 byly přičleněny Bobrek, Karb, Łagiewniki, Miechowice a Szombierki. Při správní reformě v roce 1975 se Bytom zvětšila o obce Górniki, Sucha Góra, Stolarzowice a také město Radzionków, které se roku 1998 opět osamostatnilo. Mezi lety 1975 až 1998 přesahoval počet obyvatel Bytomi 220 tisíc a byla po Vratislavi, Katovicích a Ostravě čtvrtým největším městem ve Slezsku.

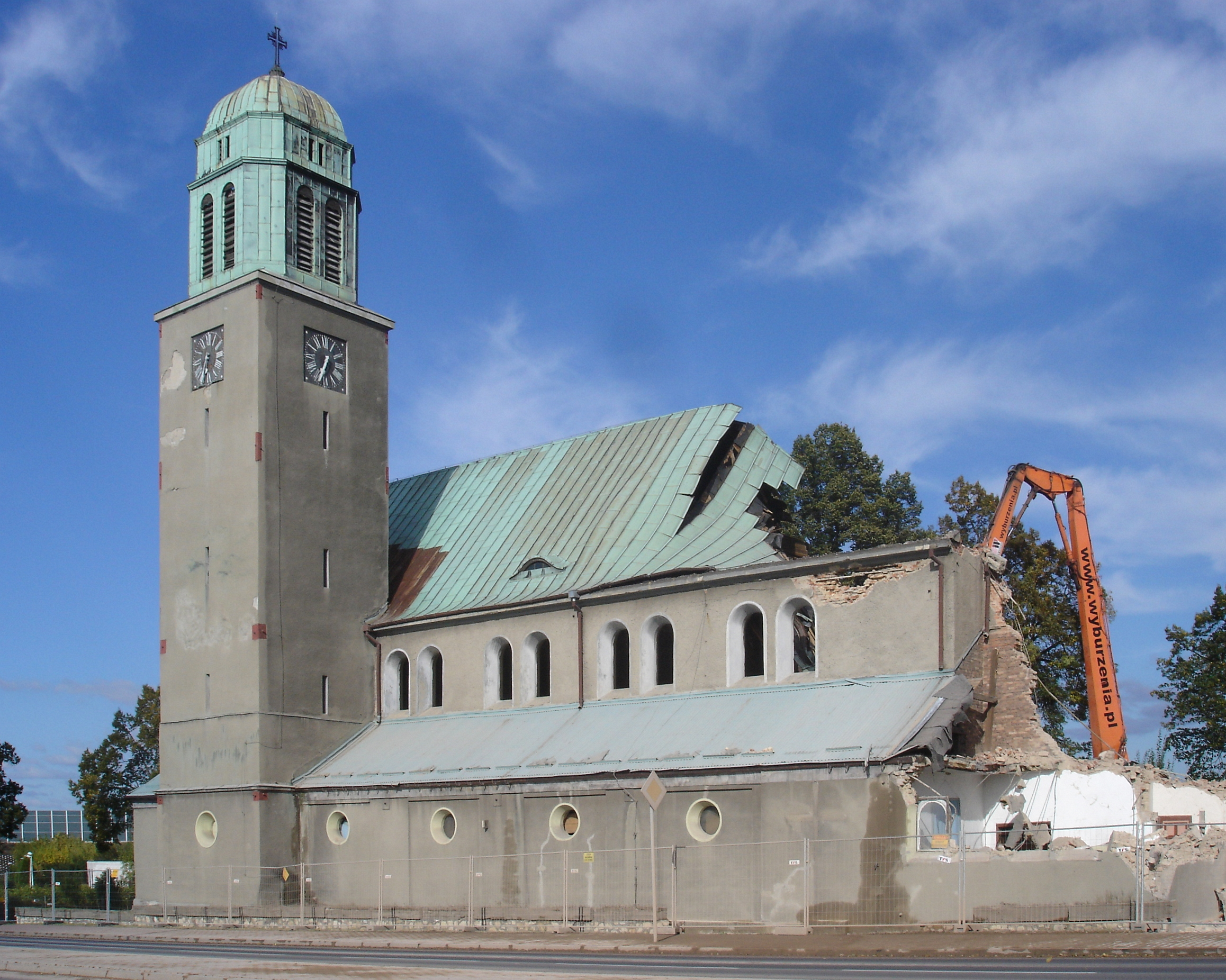
Demolice poddolovaného kostela v Dąbrowě Miejské (2016)

V roce 1955 byla povolena těžba uhlí v tzv. ochranném pilíři přímo pod hustě zastavěným centrem. Poddolování, které celkově zasáhlo 54 % území města, poznamenalo stav mnoha budov a vedlo k řadě stavebních katastrof. Město pravidelně ohrožují důlní otřesy. Téměř zcela zaniklo historické předměstí Dąbrowa Miejska, kde terén poklesl do roku 1994 o 37 metrů. Rozsáhlé asanace proběhly také v městských částech Karb a Miechowice (pokles o 25 až 31 metrů).
Útlum těžkého průmyslu po roce 1989 způsobil prudký nárůst nezaměstnanosti, která se udržela na poměrně vysoké úrovní i po obecném zlepšení ekonomické situace ve 21. století – v únoru 2020 činila 9,0 % při vojvodském průměru 3,9 %. Ve starých dělnických čtvrtích vznikly sociálně problémové lokality. Bytom se stala předmětem nelichotivých stereotypů a v polské veřejné debatě platí za jeden z hlavních symbolů negativních dopadů ekonomické transformace. Závažným problémem zůstává odliv obyvatel – v roce 2020 (164 447) měla o 16 % menší populaci než v roce 2000 (195 807) a dokonce menší než v roce 1950 (173 955). Do roku 2050 se předpokládá pokles na pouhých 116 tisíc.

## Městské části

Bytomské „celky, kde je možné zřídit městskou část“. Chybně je uveden zkrácený název Stroszek místo Stroszek–Dąbrowa Miejska

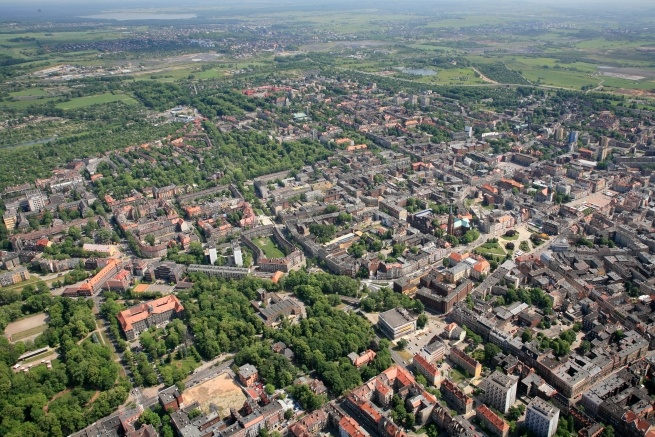
Śródmieście (Střed)

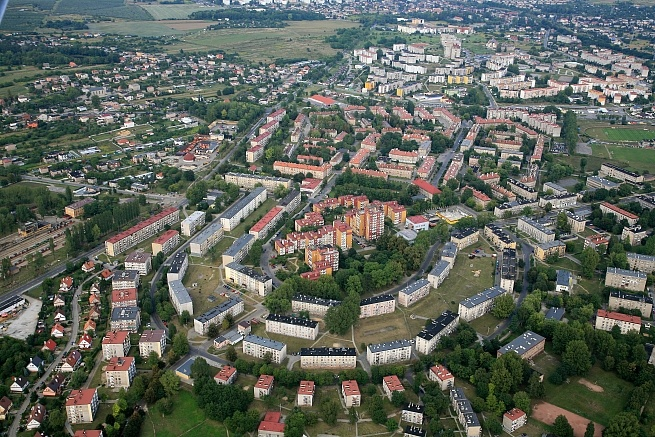
Stroszek a v pozadí Ziętkovo sídliště

Bytom formálně nemá žádné samosprávné městské části, nicméně zastupitelstvo města v roce 2005 vymezilo dvanáct „celků, kde je možné zřídit městskou část“, pokud by si to alespoň 15 % jejich obyvatel přálo. Tyto celky víceméně odpovídají někdejším obcím postupně připojovaným ve 20. století. Dosud formální status městské části měly pouze Miechowice v letech 2008 až 2013.
- Bobrek – jihozápadní čtvrť, kterou prochází tramvajová trať do Zabrze; proslula stejnojmenným dolem a železárnami; byla součástí obce Bobrek-Karb připojené v roce 1951;
- Górniki (Friedrichswille) obec vesnického rázu připojená v roce 1975, leží na severozápadním okraji města oddělená od ostatních čtvrtí kromě Stolarzowic Městským lesem;
- Karb (Karf) – západně od centra, součást někdejší obce Bobrek-Karb připojené v roce 1951; kvůli poškození způsobenému poddolováním byla velká část zástavby v počátcích 21. století odstraněna;
- Łagiewniki (Hohenlinde, do roku 1904 Lagiewnik) – na jihu města, navazuje na zástavbu Świętochłowic; obec připojená v roce 1951;
- Miechowice (Miechowitz, v letech 1936–1945 Mechtal) – na západním okraji, obec připojená v roce 1951; starší jižní část prošla v souvislosti s poddolováním rozsáhlými demolicemi, novější severní část tvoří panelové sídliště;
- Osiedle generała Jerzego Ziętka (Ziętkovo sídliště) – panelové sídliště postavené v 80. letech mezi Suchou Górou, Stroszkem a Radzionkówem;
- Rozbark (Rossberg) – obec připojená v roce 1927; je urbanisticky a funkčně propojena s centrem, hustě zastavěná, tvoří de facto historické východní předměstí; patří k ní také sídliště Arki Bożka u hlavní silnice do Chořova;
- Sucha Góra (Trockenberg) – nejsevernější část města u hranice s Tarnovskými Horami, připojená v roce 1975;
- Stolarzowice (Stollarzowitz, v letech 1936–1945 Stillersdorf) – obec vesnického rázu připojená v roce 1975, leží na severozápadním okraji města oddělená od ostatních čtvrtí kromě Górniků Městským lesem;
- Stroszek–Dąbrowa Miejska (Strossek, Städtisch-Dombrowa) – název Stroszek je odvozen od poplužního dvora v blízkosti Suché Góry; v současnosti se tam rozkládá velké sídliště, jehož nejstarší část pochází z 50. let; Dąbrowa Miejska je čtvrť, která se vyvinula na severozápadním okraji historické Bytomi kolem Městského lesa (Stadtwald) a na přelomu 20. a 21. století téměř zcela zanikla v důsledku poddolování;
- Szombierki (Schomberg, v letech 1946–1990 úředně Chruszczów) – jihozápadně od centra směrem na Zabrze a Slezskou Rudu; obec připojená v roce 1951;
- Śródmieście (Střed) – centrum města včetně historického severního a západního předměstí; hustě zastavěné s převahou činžovních domů z 19. a první poloviny 20. století;

## Pamětihodnosti a turistické cíle

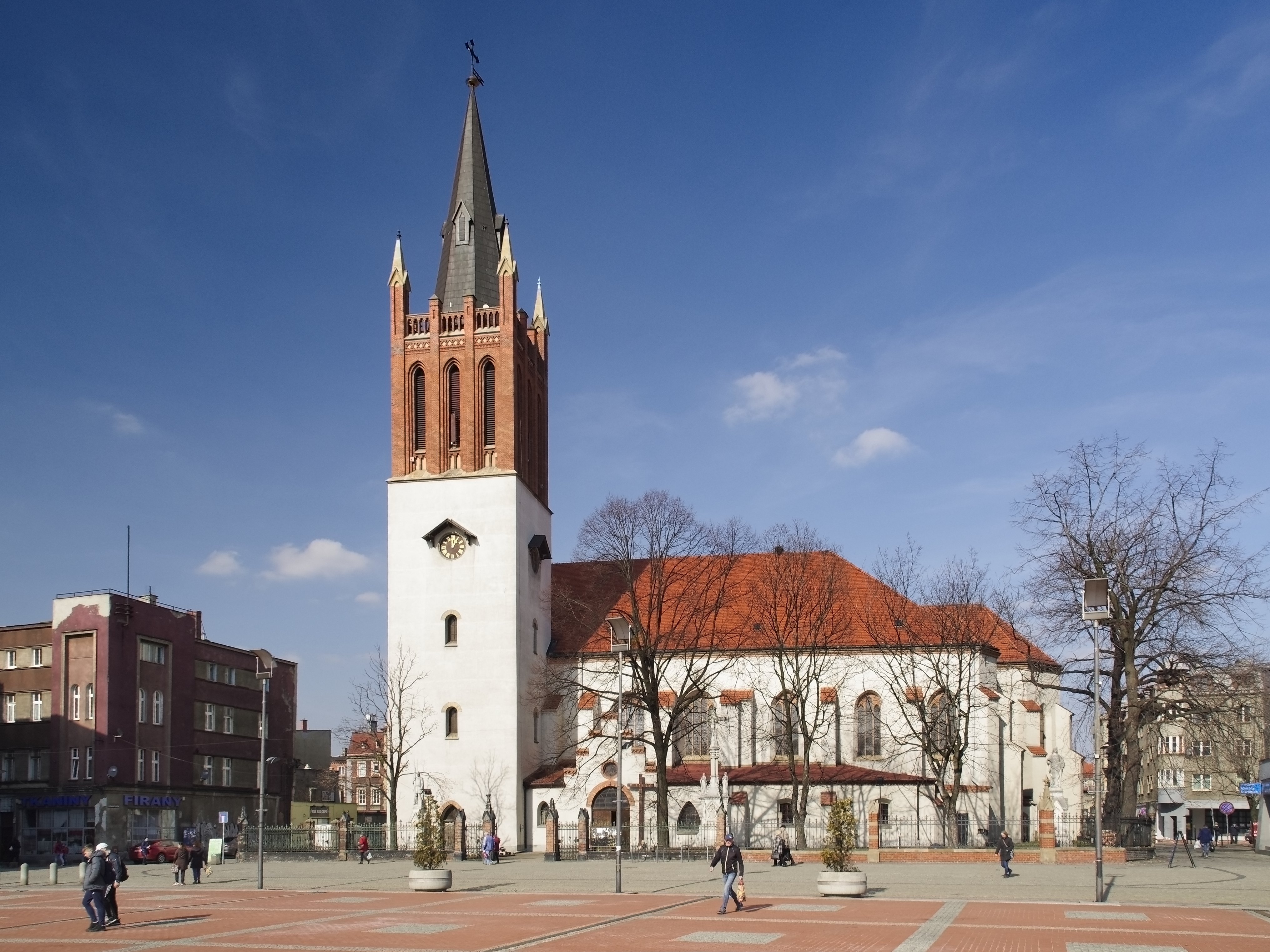
Kostel Nanebevzetí Panny Marie

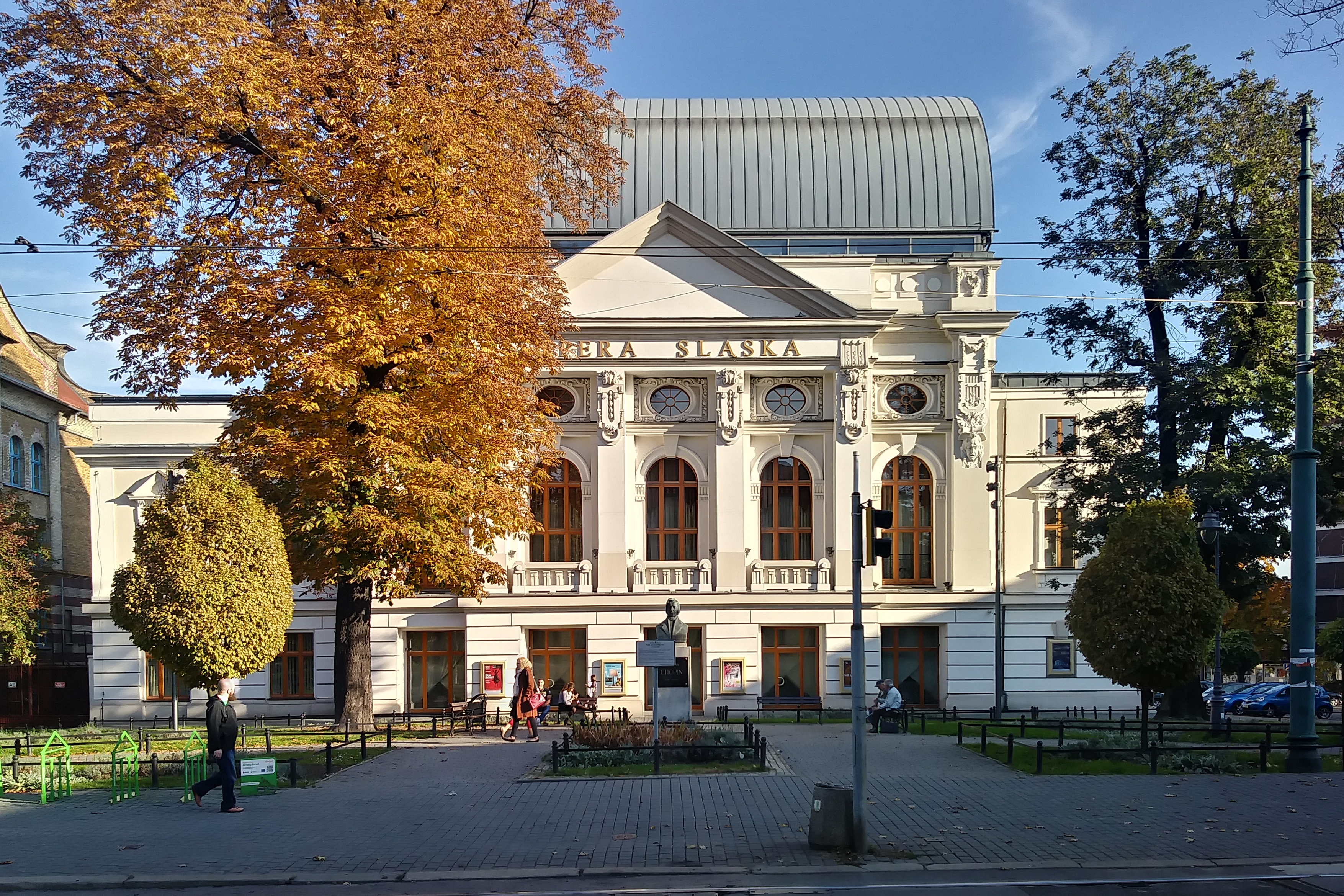
Slezská opera

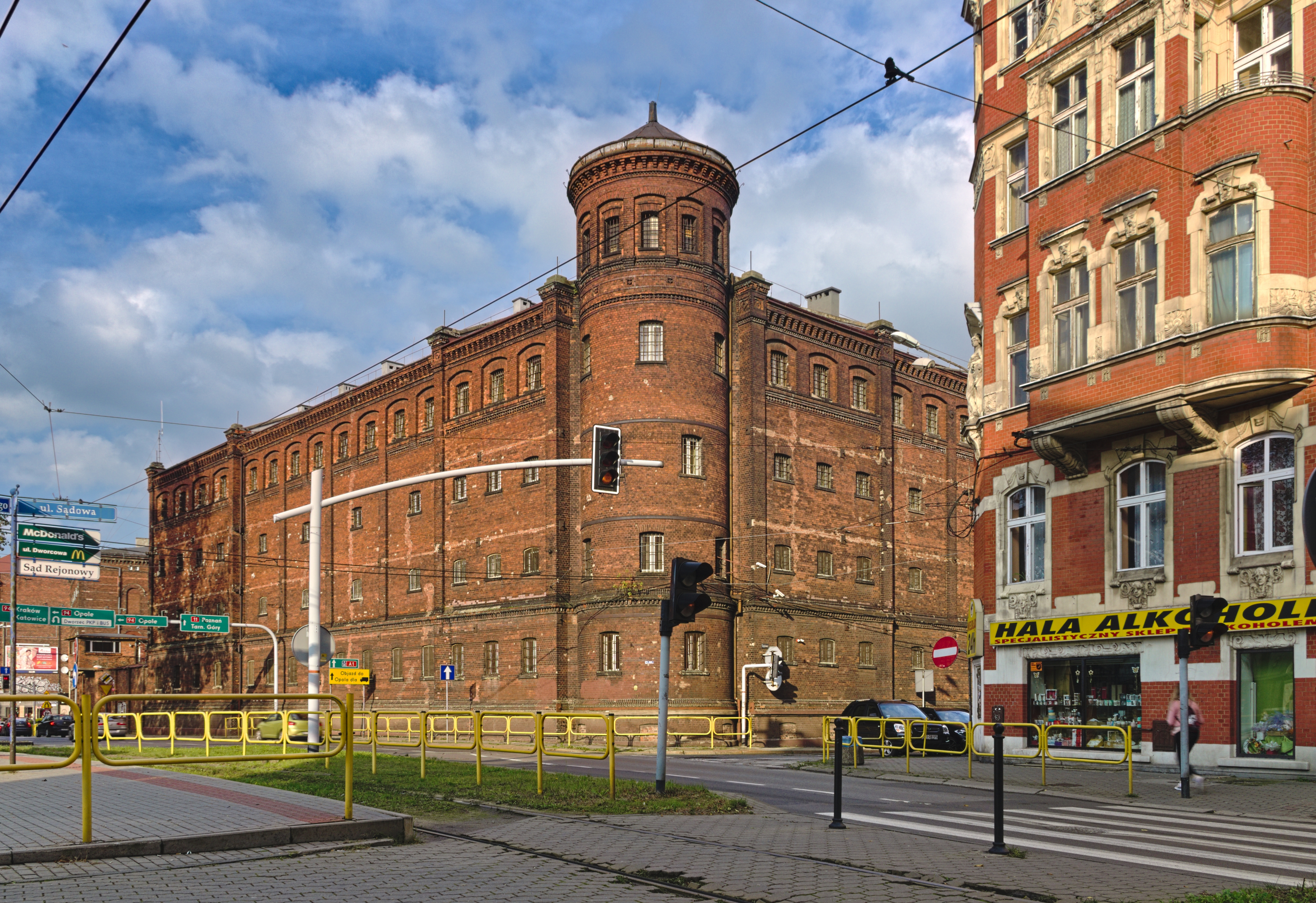
Věznice

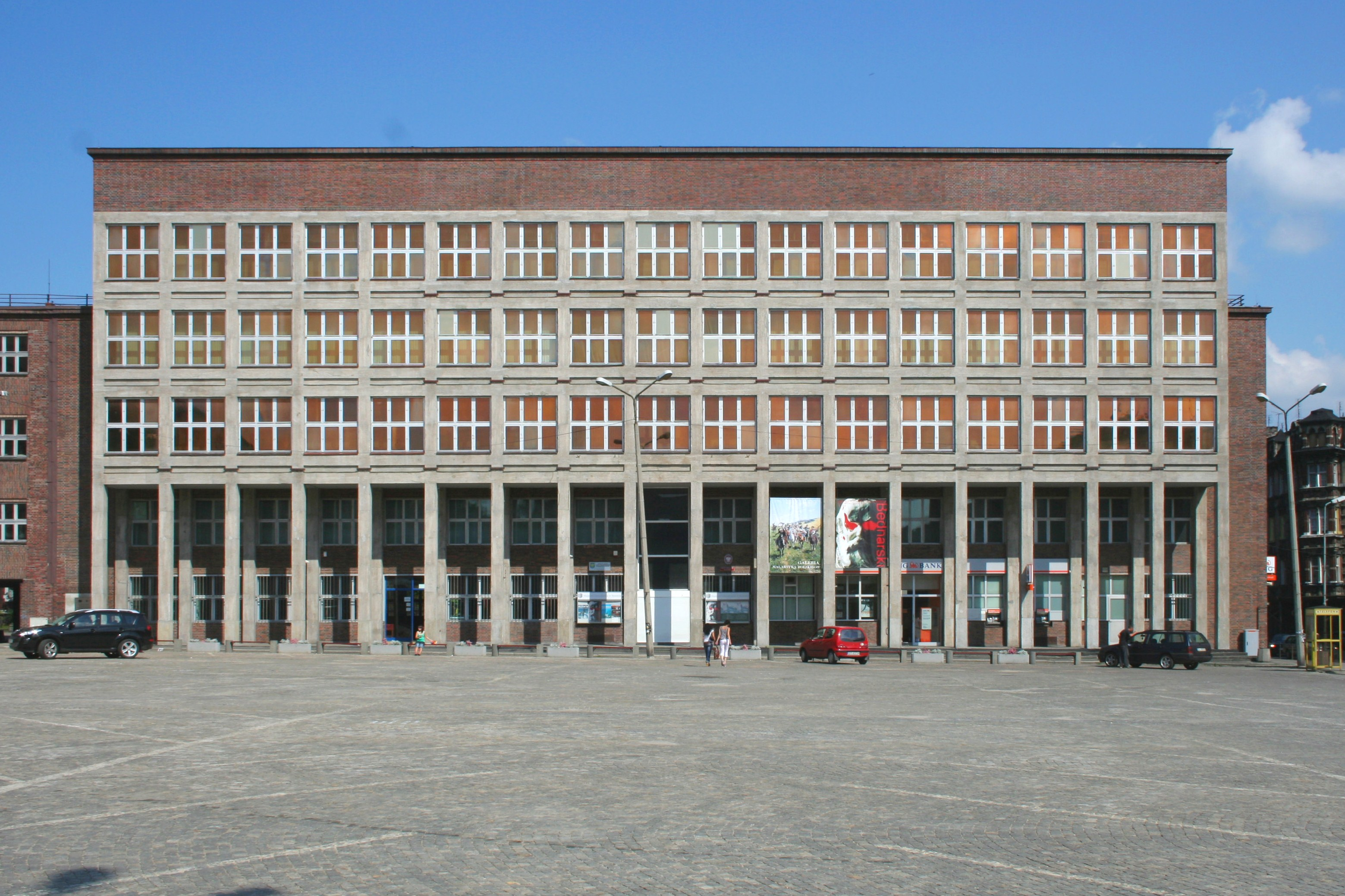
Hlavní budova Hornoslezského muzea

- Hlavní náměstí (Rynek) – centrální náměstí v historickém jádru Bytomi; po roce 1945 se jeho rozloha oproti původnímu stavu zdvojnásobila v důsledku vypálení radnice a bloku domů Rudou armádou;
  - Kostel Nanebevzetí Panny Marie – katolický farní kostel poprvé zmiňovaný v roce 1231, mnohokrát přestavovaný, mj. v letech 1851–1857, kdy získal prvky novogotické; v jižním oltáři se nachází uctívaný obraz Panny Marie Bytomské z 15. století;
  - Lev spící – bronzová socha z roku 1873 odlitá podle návrhu Theodora Kalideho, původně součást pomníku padlých ve prusko-francouzské válce; po druhé světové válce byla odvezena do Varšavy, kde se od roku 1954 nacházela u vchodu to tamní zoologické zahrady; po dlouholetém sporu byla v roce 2008 navrácena a umístěna na bytomské hlavní náměstí;
- Náměstí Sikorského (Plac Sikorskiego, dříve Kaiserplatz) – druhé nejvýznamnější bytomské náměstí, přestupní uzel tramvajové dopravy obklopený veřejnými stavbami z přelomu 19. a 20. století, které jsou považovány za architektonické ikony města:
  - Slezská opera (Opera Śląska) – v současnosti jediná operní scéna v Horním Slezsku; sídlí v historické neoklasicistní budově městského divadla z roku 1901;[21]
  - Gymnázium Boleslava Chrabrého (IV Liceum Ogólnokształcące im. Bolesława Chrobrego) – secesní budova postavená v roce 1902 původně pro katolickou reálku;
  - Hudební škola (Ogólnokształcąca Szkoła Muzyczna im. Fryderyka Chopina) – novogotická budova postavená v roce 1869 původně pro katolické mužské gymnázium;
- Ulice Piekarska – osa historického Pekařského Předměstí v severozápadní části dnešního centra;
  - Kostel Nejsvětější Trojice – novogotický z roku 1886 s charakteristickou 60metrovou věží;
  - Okresní soud – budova z roku 1860 rozšířená v letech 1891–1895 o východní křídlo ve stylu tzv. severní novorenesance – a přilehlá věznice, monumentální stavba z neomítané cihly z let 1858–1862, rozšířená v 80. letech 19. století;
  - Hlavní pošta – novorenesanční budova z roku 1908;
  - Hřbitov Mater Dolorosa – katolický hřbitov založený v roce 1868 (severní část zvané Mater Dolorosa II od roku 1886);
  - Židovský hřbitov – založený v roce 1866, nebyl zničen v období nacismu; je jedním ze tří ve Slezském vojvodství, kde se konají pohřby;
  - Tramvajová linka č. 38 – nostalgická tramvajová linka o pěti zastávkách obsluhovaná vozy Konstal N (od roku 2020 se na ní však objevují i moderní tramvaje);[22]
- Další historické kostely: františkánský svatého Vojtěcha na Klášterním náměstí (Plac Klasztorny), barokní z 18. století, v letech 1833–1945 evangelický; svatého Jacka v Rozbarku, novorománský z roku 1911; svaté Markéty z roku 1881 na Kopci svaté Markéty (Wzgórze świętej Małgorzaty), kde se rozkládalo první bytomské osídlení;
- Hora lásky (Góra Miłości) – vyvýšenina (297 m n. m.) v západní části centra, okolo které byl v roce 1870 založen městský park; u hlavního vstupu do parku se nachází sídlo magistrátu – původně budova civilního soudu (Zivilgericht) z roku 1915 – a funkcionalistické městské lázně (bazén) z roku 1934;
- Hornoslezské muzeum (Muzeum Górnośląskie) – muzeum zaměřené na historii, archeologii, etnografii, přírodopis a umění Horního Slezska založené v roce 1910; má tři stálé expozice: Příroda Horního Slezska, Ze života slezského lidu 19. a 20. století a Galerie polského malířství; hlavní účelová budova na náměstí Sobieského (Plac Sobieskiego) pochází z roku 1930 a je příkladem funkcionalismu, sousedí s ní druhé sídlo – bývalé okresní hejtmanství, novogotická budova z roku 1902;[23]
- Teplárna Szombierki – vybudovaná v letech 1917–1920 podle návrhu Georga a Emila Zillmannů (autora mj. dělnické kolonie Nikiszowiec); byla v provozu do roku 1998; adaptace nyní chátrajícího areálu na kulturní účely je dlouhodobě předmětem diskuze, kulturní akce a prohlídky v něm pořádá nadace EC Generator;[24][25]
- Úzkokolejná dráha Bytom – Miasteczko Śląskie – pozůstatek dříve rozvětvené sítě hornoslezských průmyslových úzkokolejek (místně zvaných rosbanka) o rozchodu 785 mm sloužících přepravě zboží mezi doly, hutěmi a továrnami od druhé poloviny 19. do konce 20. století; zachovaný úsek vede od hlavního nádraží přes Karb, Dąbrowu Miejskou, Stroszek a Suchou Góru do Tarnovských Hor a Miasteczka Śląského; od roku 2002 je na něm v letních měsících provozována pravidelná víkendová nostalgická linka;[26]

## Doprava

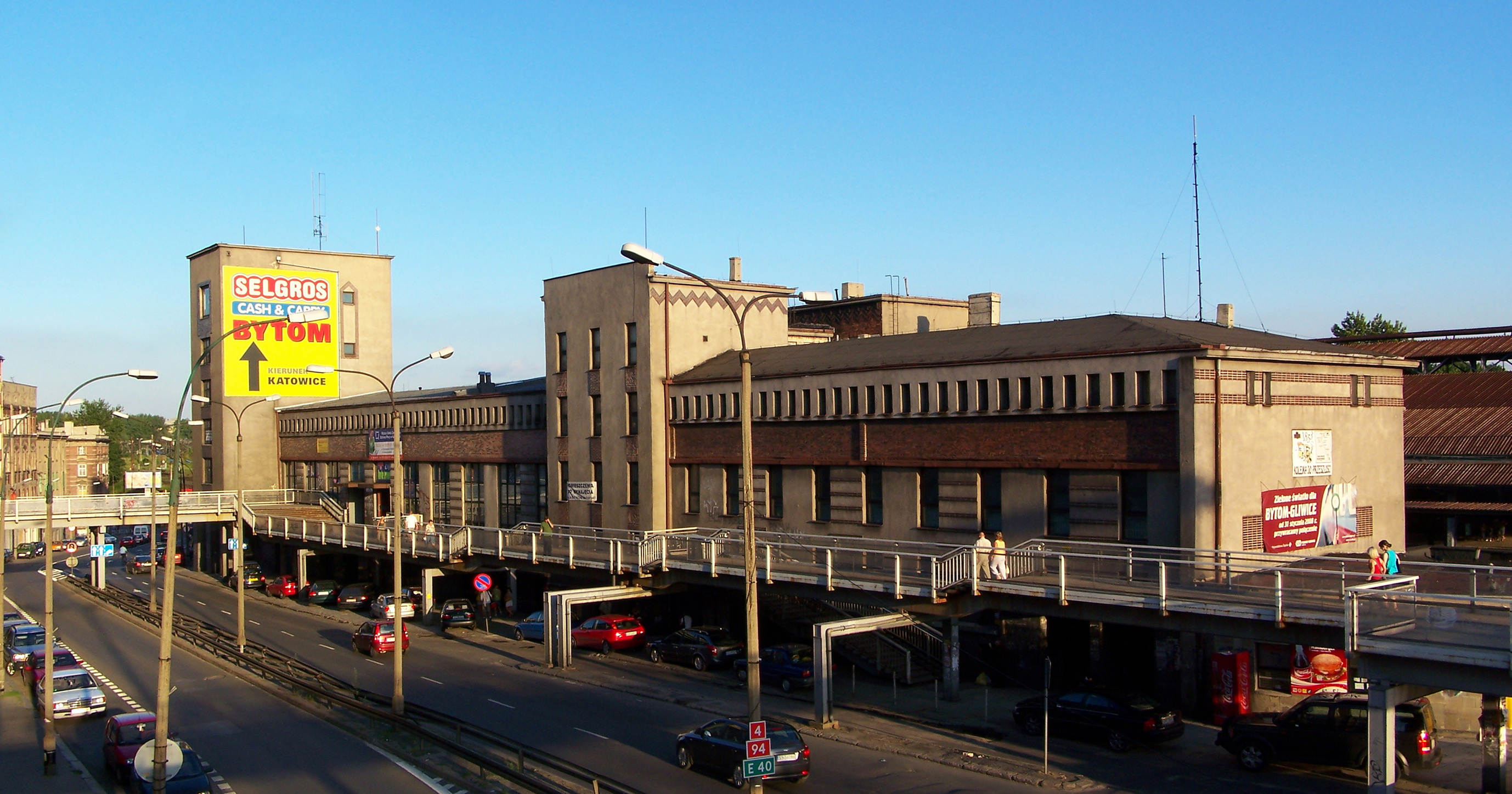
Hlavní nádraží

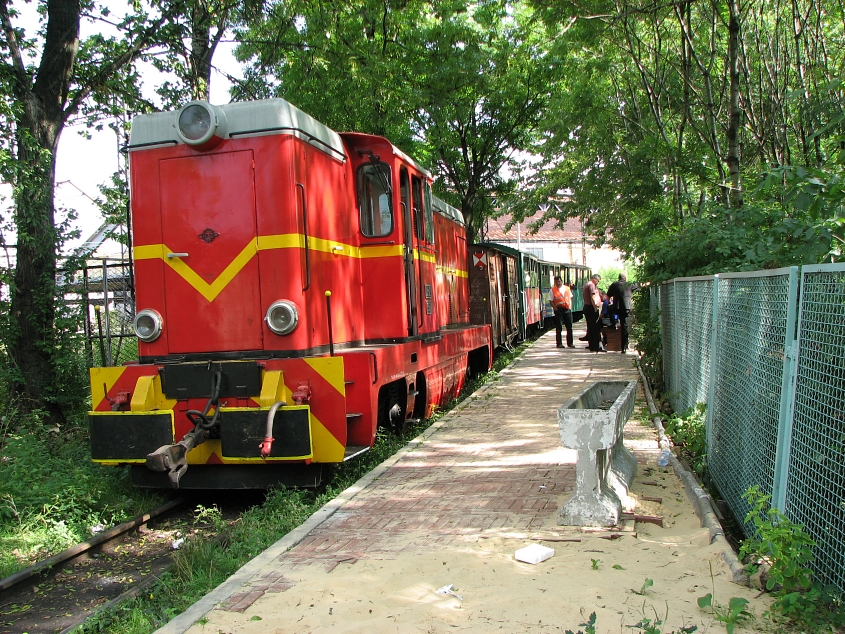
Úzkokolejný historický vlak ve stanici Bytom Wąskotorowy

Bytom leží na železniční trati Chořov – Kalety, která se pak rozvětvuje na trať do Poznaně a tzv. uhelnou magistrálu do Gdyně. Dále existuje trať Bytom – Hlivice. Kromě hlavního nádraží (stanice Bytom) se na území města nachází stanice Bytom Karb a zastávka Bytom Północny (v Dąbrowě Miejské). Osobní vlaky do Katovic a Lublince (některé prodloužené do Osvětimi a z druhé strany do Kluczborku) provozuje společnost Koleje Śląskie (Slezské dráhy), od prosince 2021 se mají po osmileté přestávce vrátit vlaky do Hlivic. Dálkové vlaky v Bytomi v jízdním řádu 2020/2021 nezastavovaly. V minulosti existovala hustá síť průmyslových úzkokolejek, jejímž pozůstatkem je trať Bytom – Miasteczko Śląskie, na které je v letních měsících provozována pravidelná nostalgická linka. Na území města se nachází pět zastávek úzkokolejné dráhy: Bytom Wąskotorowy (u hlavního nádraží), Szombierki Elektrownia, Bytom Karb Wąskotorowy, Dąbrowa Miejska a Sucha Góra.
Severní částí města (Dąbrowa Miejska, Stolarzowice, Górniki) prochází dálnice A1. Mimoto Bytom leží na trase národní silnice č. 94 – tzv. „stará silnice“ Krakov – Vratislav – a národní silnice č. 78 spojující českou hranici u Bohumína se Svatokřížským vojvodstvím (prochází okrajovou čtvrtí Górniki). Začíná tady národní silnice č. 11 do Poznaně a národní silnice č. 79, která obchází jižní a střední Polsko zhruba podél Visly a na území Bytomi je výpadovkou ve směru Chořov a Katovice. Jako národní silnice č. 88 je označen úsek bývalé Říšské dálnice 29 Bytom – Vratislav, který tvoří spojení s Hlivicemi.
Městská hromadná doprava je zajišťována v rámci integrovaného systému katovické konurbace (Zarząd Transportu Metropolitalnego, ZTM), tvoří ji autobusy a tramvaje (viz tramvajová doprava v katovické konurbaci). Na území města jezdilo v roce 2021 sedm tramvajových linek, z toho dvě pouze vnitroměstské (38 a 49) a ostatní spojující Bytom s Chořovem, Katovicemi, Świętochłowicemi a Zabrzem. Linka 38 má povahu nostalgické linky, ačkoli od roku 2020 se na ní objevují i moderní vozy. Na severu města ve čtvrti Stroszek se nachází tramvajová vozovna. Centrálním přestupním uzlem je náměstí Sikorského (Plac Sikorskiego).

## Rodáci
- Gosia Andrzejewicz (* 1984) – popová zpěvačka
- Leszek Engelking (* 1955) – spisovatel, literární vědec, autor překladů české literatury do polského jazyka
- Ernst Gaupp (1865–1916) – anatom, přispěl mj. k výzkumu evoluce sluchových kůstek u savců
- Grzegorz Gerwazy Gorczycki (1667–1734) – skladatel období baroka
- Dieter Honisch (1932–2004) – ředitel Nové Národní galerie v Berlíně v letech 1975–1997
- Grzegorz Kulik (* 1983) – autor překladů světové literatury do slezského jazyka
- Paul Jackisch (1825–1912) – architekt původem z Opolí, autor mnoha staveb v Bytomi, mj. soudu a věznice, Hudební školy, kostela Nejsvětější Trojice a neexistující radnice
- Henry J. Leir (1900–1998) – průmyslník a filantrop dlouhodobě působící v Lucembursku
- Hartwig von Ludwiger (1897–1947) – generál Wehrmachtu odsouzený za válečné zločiny v Jugoslávii během druhé světové války
- Michał Probierz (* 1973) – fotbalista a fotbalový trenér
- Wolfgang Reichmann (1932–1991) – filmový a divadelní herec
- Heinrich Schulz-Beuthen (1838–1915) – skladatel období romantismu
- Leo Scheffczyk (1920–2005) – římskokatolický duchovní a teolog
- Käte Steinitz (1889–1975) – avantgardní malířka a umělecká kritička
- Max Tau (1897–1976) – spisovatel a publicista dlouhodobě působící v Norsku

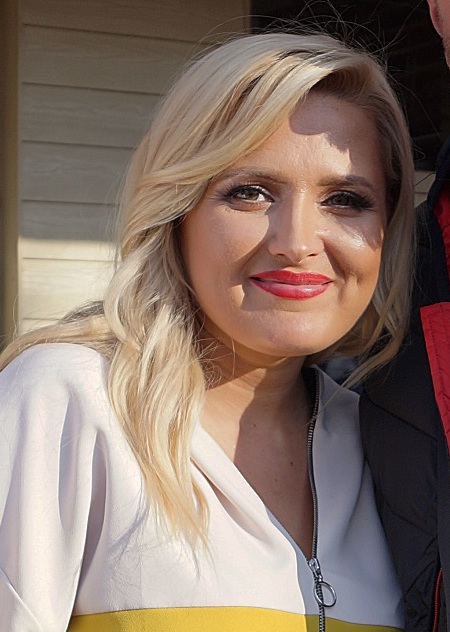
Gosia Andrzejewicz
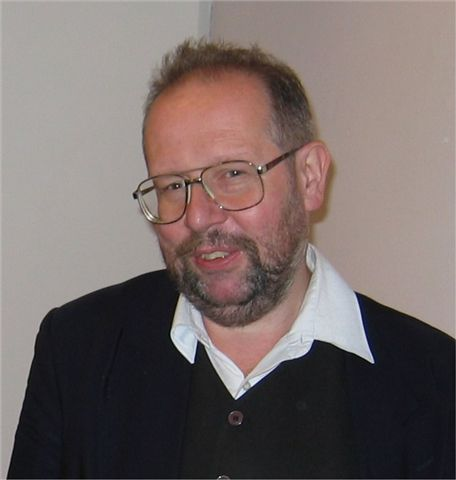
Leszek Engelking
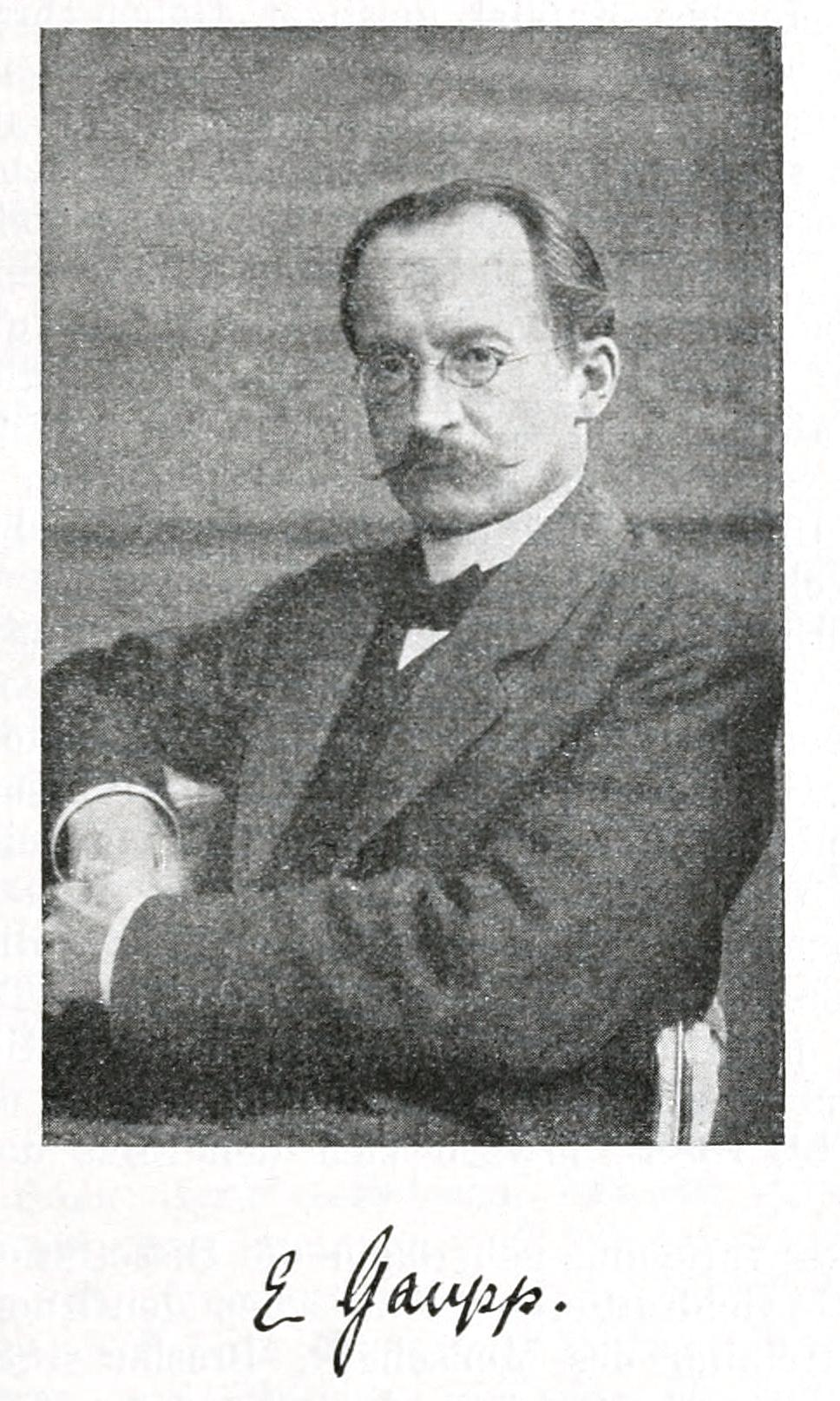
Ernst Gaupp
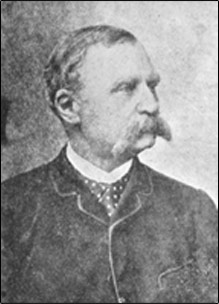
Paul Jackisch
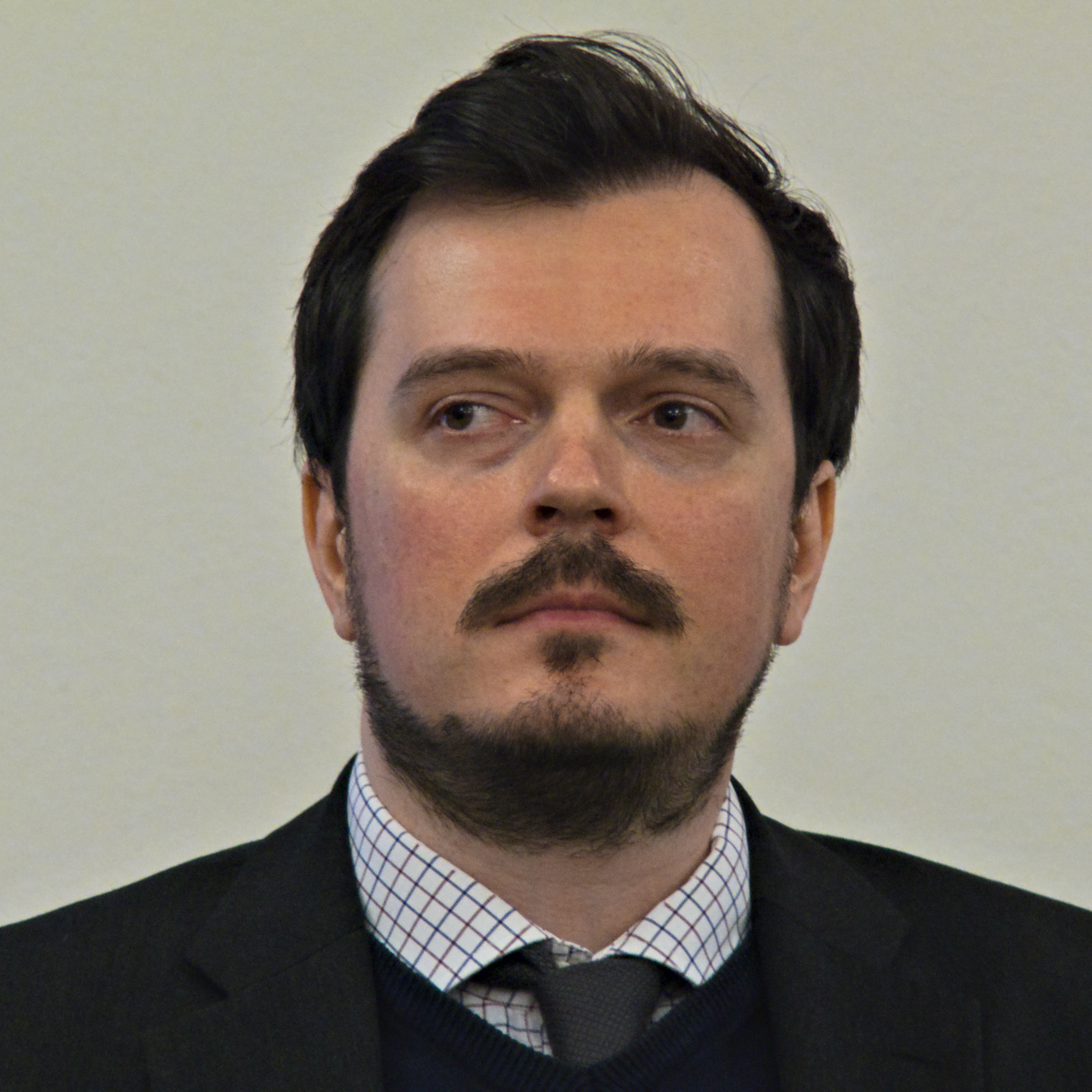
Grzegorz Kulik
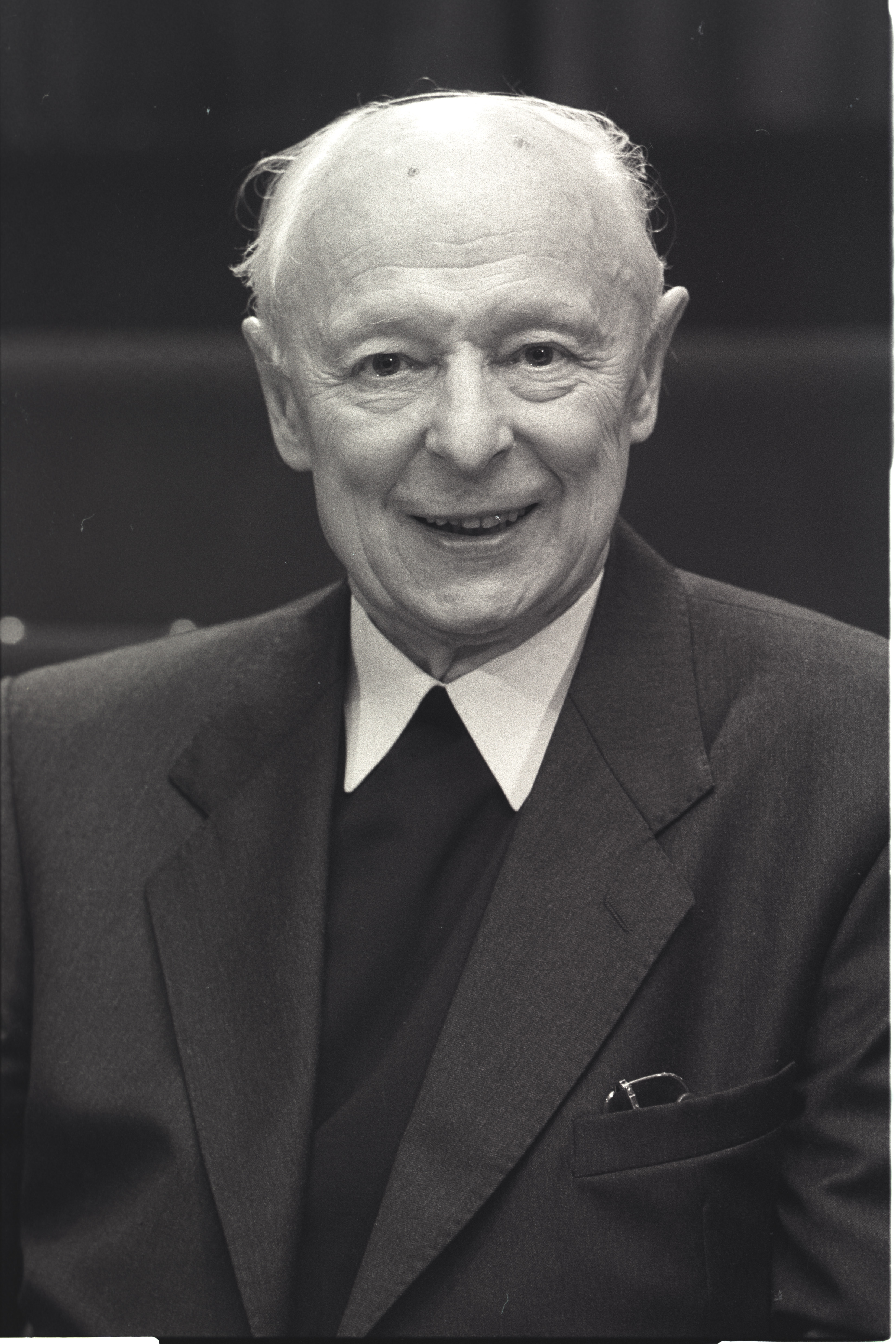
Leo Scheffczyk

## Partnerská města
- Butte, Spojené státy americké
- Dmitrov, Rusko
- Drohobyč, Ukrajina
- Ormož, Slovinsko
- Recklinghausen, Německo
- Vsetín, Česko
- Žytomyr, Ukrajina